# Rough Town
Albums de Johnny Hallyday
Ça ne change pas un homme
(1991) Lorada
(1995)
Singles
1. (I Wanna) Make Love to You
Sortie : 21 septembre 1994
2. Love Affair (duo avec Kathy Mattea)
Sortie : 1er mars 1995

Rough Town est le 38e album studio de Johnny Hallyday sorti en 1994.
Réalisé par Chris Kimsey (en), l'album est le cinquième et dernier du chanteur en langue étrangère, son troisième en anglais.

## Histoire de l'album
En juin 1993, pour ses 50 ans, Johnny Hallyday revisite sa carrière en remplissant trois soirs d'affilée le Parc des Princes, rassemblent 150 000 spectateurs. Après la tournée qui a suivie, le chanteur fait part de son intention de prendre une année sabbatique, mais le producteur Chris Kimsey (en) (qui a produit les albums de multiples artistes internationaux, travaillé avec Johnny Hallyday au début des années 1970 comme ingénieur du son, a officié sur le spectacle du Parc des Princes et réalisé l'album Live qui a suivi), convainc le chanteur d'enregistrer un album anglophone.
Enregistré du 13 mars au 14 mai 1994, au studio Ocean Way Recording à Los Angeles et mixé à Londres au studio Metropolis (en), l'album sort le 4 octobre 1994 en Europe. Johnny Hallyday interprète en anglais des créations originales, ce qui constitue une première. Ses précédentes productions anglophones étaient soit des reprises de standards américains (Sings America's Rockin' Hits, 1962), ou des adaptations anglaises de ses chansons (à l'exemple de En V.O., 1984).
Le disque, qui balance entre le rock et le blues (davantage « Boogie Blues que rock FM »), propose dix créations originales et deux reprises, I Wanna Make Love To You (chanson de Bobby Womack de 1986, également reprise par Éric Clapton) et Can't Stop Wanting You (de Paul Brady). Trois chansons enregistrées lors de ces séances, n'ont pas été retenues pour l'album : Crazy Over You (qui figurera en janvier 1995 sur une compilation pour la Fête du Disque), Blue Moon Rising (incluse en second titre du deuxième extrait du disque, paru en single en mars 1995) et One Moment In Your Life (restée inédite, elle sera publiée - ainsi que les deux autres - sur la réédition de Rough Town en 2000).
Plusieurs musiciens internationaux, tels que Richie Hayward (en), Chuck Leavell, [...], ou encore Robin Le Mesurier (qui, outre de jouer de la guitare, écrit deux titres), ont travaillé sur le disque. Bryan Adams signe les paroles de Rough Town (chanson), ainsi que Colin James sur Dry Spell (également à la guitare et à la mandoline).
Une tournée française et européenne dans des petites salles a lieu du 19 octobre au 14 novembre ; Johnny Hallyday se produit à Toulon, Lyon et Paris (à la Cigale du 28 au 1er novembre), mais également à Zurich, Munich, Amsterdam, Francfort, Bruxelles et Hambourg,.
En mars 1995, Johnny part au Nouveau-Mexique, pour tourner le clip de Can't Stop Wanting You. C'est à la suite de ce tournage qu'il rencontre sa future épouse Laeticia, au cours d'un diner à Miami.
Rough Town est le dernier album non francophone du chanteur.

## Autour de l'album

### Éditions et références originales[11]
- CD Philips 522 839-2 (12 titres)[12] / (également en musicassette).
- 33 tours 522 839-1 (9 titres - tirage limité)[13].
- L'opus est également diffusé en Digital Compact Cassette ; c'est (après Ça ne change pas un homme et le Parc des Princes 1993), le troisième et dernier album de Johnny Hallyday à paraître sous ce support abandonné par Philips en 1996.

### Réédition 2000
CD Universal 546 972 2 (15 titres, dont 3 bonus).

### Singles
- 21 septembre 1994[11] :

CDS Philips 856 104-2 (2 titres) : I Wanna Make Love To You - Before You Change Your Mind.

Maxi CD Philips 856 105-2 (3 titres) : I Wanna Make Love To You (version courte) - I Wanna Make Love To You - Before You Change Your Mind.
- 1 mars 1995[15] :

CDS Philips 856 534-2 (2 titres) : Love Affair (en duo avec Kathy Mattea) - Blue Moon Rising.

Maxi CD Philips 856 535-2 (3 titres) : Love Affair (version edit - en duo avec Kathy Mattea) - Blue Moon Rising - Love Affair (en duo avec Kathy Mattea).

## Liste des titres
| 1.  | Fool for the Blues                     | Paul Rafferty       | Robin Le Mesurier   | 4:34 |
| 2.  | I Wanna Make Love to You               | Jerry Lynn Williams | J.L. Williams       | 4:31 |
| 3.  | Love Affair (en duo avec Kathy Mattea) | J.L. Williams       | J.L. Williams       | 5:12 |
| 4.  | Hurricane                              | Steve Diamond       | S. Diamond          | 5:14 |
| 5.  | Can't stop wanting you                 | Paul Brady          | P. Brady            | 4:31 |
| 6.  | Are The Chances Gone                   | Sheppard Solomon    | Robin Le Mesurier   | 5:11 |
| 7.  | Rough Town                             | Bryan Adams         | Jim Vallance        | 4:27 |
| 8.  | Lightnin'                              | Simon Carman        | Richard Guy Bayley  | 5:06 |
| 9.  | Dry Spell                              | Colin James         | Daryl Burgess       | 7:57 |
| 10. | You're Mine                            | P. Rafferty         | Kevin Dukes         | 4:54 |
| 11. | Before You Change Your Mind            | D. Burgess          | D. Burgess          | 4:07 |
| 12. | It's a Long Way Home                   | Will Jennings       | Frankie Miller (en) | 4:05 |

- Trois titres issus des sessions d'enregistrements restent inédits en 1994. Blue Moon Rising est diffusé en face B du single Love Affair en 1995 ; on le retrouve avec les deux autres en titres bonus de l'édition CD de l'album en 2000.

| No | Titre                   | Paroles      | Musique       | Durée |
| -- | ----------------------- | ------------ | ------------- | ----- |
| 1. | Crazy Over You          | D. Moore     | J.L. Williams | 5:09  |
| 2. | Blue Moon Rising        | Trevor Steel | John Holliday | 3:53  |
| 3. | One Moment in Your Life | Trevor Steel | John Holliday | 4:42  |

## Musiciens
- Robin Le Mesurier : guitare
- Colin James : guitare, mandoline
- James Hutchinson, Larry Seymour, Phil Soussan : basse
- Richie Hayward (en) : batterie
- Chuck Leavell, Bill Payne (en) Claviers
- Sam Clayton : percussion
- Lester Butler : harmonica
- Grey Piccolo, Rich Lataille, Doug Schlecht, Bob Eros, Carl Queforth : cuivres
- Jon Astley : violon
- Willy Grant, Terry Evans, Bobby King, Ray Williams, Ian Wilson, Paul Rafferty, Sean Murphy : chœurs

- Chris Kimsey (en), Ian Wilson : arrangements

## Classements et certifications

### Classement hebdomadaire
| Classement (2018)                         | Meilleure position |
| ----------------------------------------- | ------------------ |
| Belgique (Wallonie Ultratop 50 Mid Price) | 42                 |

### Certification
| Pays          | Certification | Ventes certifiées |
| ------------- | ------------- | ----------------- |
| France (SNEP) | Or            | 100 000           |

Au total, l'album s'écoule à 400 000 exemplaires.